# Xian Dongmei
Xian Dongmei (Sihui, 15 september 1975) (jiaxiang: Guangdong, Zhaoqing, Sihui) is een Chinese vrouwelijke judoka die meedeed aan de Olympische Zomerspelen 2004 in Athene en de Olympische Zomerspelen 2008 in Peking. Ze won op beide toernooien een gouden medaille in de klasse half-lichtgewicht. Dongmei is getrouwd en heeft één kind.